# Penda

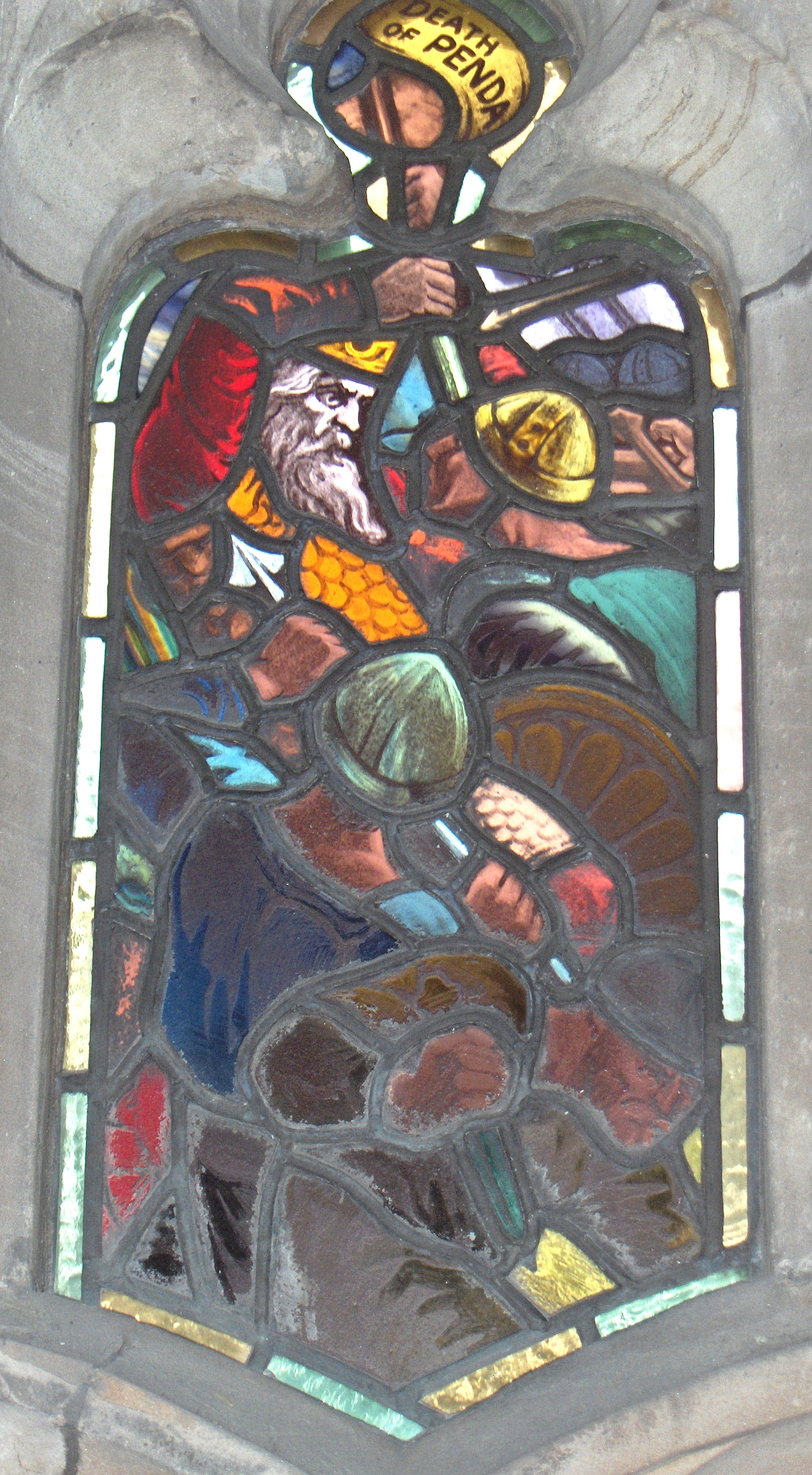
Witraż z katedry w Worcester przedstawiający śmierć Pendy

Penda (zm. 15 listopada 655) – król Mercji od 626 roku.
Pozostawał wierny pogańskiej religii, podczas gdy pozostali anglosascy władcy wyznawali chrześcijaństwo. W 633 roku w bitwie pod Hatfield Chase pokonał Edwina, króla Northumbrii, a w 642 roku pod Maserfield jednego z jego następców – Oswalda. W ten sposób stał się najpotężniejszym władcą na Wyspach Brytyjskich. Walczył ze Wschodnimi Anglami, doprowadził do wygnania króla Wessexu. Poległ pod Winwaed w bitwie z Oswiu, królem Bernicji.

## Pochodzenie i data urodzenia
Penda, jak podaje Kronika anglosaska, był w piątym stopniu potomkiem Icela, którego genealogia miała prowadzić do Wodana. Penda był synem Pybby, króla Mercji. Według Historia Britonum Nenniusza miał jedenastu braci; z imienia znani są Eowa i Coenwalh. Data jego urodzenia nie jest pewna. Według Kroniki anglosaskiej w chwili objęcia rządów w 626 roku miał 50 lat i panował przez kolejne 30. Datę tę kwestionuje się ze względu na fakt, że w 655 roku, gdy Penda miał mieć 80 lat, jego syn Wulfhere był młodym człowiekiem. Wysuwa się pogląd, że zapis Kroniki anglosaskiej jest nieprecyzyjny i Penda zginął w wieku 50 lat po 30 latach panowania, czyli w 626 roku miał 20 lat.

## Ostatnia wyprawa
W 655 roku na czele wielkiej armii najechał Bernicję. Towarzyszyli mu m.in. Cadafael ap Cynfeddw, król Gwynedd, i Aethelhere, król Anglów Wschodnich. Wsparcia wyprawie udzielił Œthelwald, król Deiry.
Przyczyny tej wyprawy pozostają niejasne.